# Verkehrswert (Kfz)
Verkehrswert eines Kraftfahrzeugs ist allgemein der Wert, den ein Marktteilnehmer auf dem Markt für Gebrauchtwagen einem Kraftfahrzeug beimisst.

## Allgemeines
Unterschiedliche Fragestellungen nach dem Wert von Kraftfahrzeugen bedingen unterschiedliche Wertdefinitionen, sei es, weil ein Kfz im Zuge zolltariflicher Abwicklungen oder einer Erbschaft bzw. Insolvenz geschätzt werden soll, sei es weil ein reparaturwürdiger Schaden vorliegt, aber das Fahrzeug unrepariert veräußert wird oder eine Reparatur in Eigenregie durchgeführt werden soll etc. Im Falle eines wirtschaftlichen Totalschadens stellt sich zudem die Frage nach dem Wert des Wracks.
In der Praxis zeigt sich, dass die verschiedenen Begriffe mitunter nicht ausreichend abgegrenzt werden, was zu Missverständnissen führen kann, insbesondere im Zusammenhang mit Versicherungsleistungen im Schadensfall. In der Folge soll daher eine kurze Übersicht über jene Begriffe gegeben werden, die vor allem im Zusammenhang mit dem Straßenverkehrsunfall relevant sind. Eine tiefergehende Darstellung aller damit verknüpften Fragen findet man in der Literatur. Einige Passagen werden in der Folge direkt oder sinngemäß zitiert.

## Wert–Preis
Das Ergebnis einer Schätzung ist immer ein Wert und kein Preis. Der Preis ergibt sich vielmehr durch das Aufeinandertreffen von Angebot und Nachfrage. Der Wert eines Fahrzeugs wird durch Schätzung – einer Orientierung an Vergleichsobjekten – ermittelt und bleibt daher abstrakt. Der Begriff Preis ist objektiv und konkret. Er manifestiert sich erst beim tatsächlichen Verkauf.
Das BGB kennt im Kaufrecht den Kaufpreis (§ 433 BGB) und folgt ansonsten einem differenzierten Wertbegriff (Kurswert, Wertersatz, Wertminderung). Das österreichische ABGB verwendet verschiedentlich den Begriff „Preis“ in gleicher Bedeutung wie „Wert“ (§ 304 ABGB). „Preis“ wird nur dann anders verstanden, wenn das begehrte Entgelt gemeint ist (§§ 333 ABGB, § 368 ABGB).
Allgemein gilt jedoch, dass sich der Wert einer Sache durch die Multiplikation von Menge und Preis ergibt:
{\displaystyle Wert=Menge\cdot Preis}
So ergibt sich beispielsweise der Kurswert eines Finanzprodukts durch Multiplikation der Stückzahl mit dem Kurs.

## Wertarten
Beim Gebrauchtwagenkauf gibt es verschiedene Wertkonventionen, die für die Preisfindung herangezogen werden können. Als objektives Hilfsmittel der Preisfindung steht die Schwacke-Liste von Autovista zur Verfügung.

### Wiederbeschaffungswert
Die voraussichtliche Wiederbeschaffungsdauer (WBD) gibt die Zeit an, die in der Regel ausreicht, ein vergleichbares Fahrzeug am regionalen Markt wieder zu beschaffen. Diese kann bei PKW bis zu 14 Tagen, bei LKW 12 Tagen dauern.

### Liebhaberwert
Er liegt nur für den Geschädigten über dem gemeinen Wert und ergibt sich daraus, dass der Geschädigte eine gefühlsmäßige Sonderbeziehung zum beschädigten Gegenstand hat, etwa weil es sich um Erb- oder Erinnerungsstück handelt (Österreich: § 1331 ABGB). Mit dem Affektionsinteresse wird kein Vermögensverlust abgegolten, sondern ein immaterieller Schaden, vergleichbar dem Schmerzengeld beim Trauerschaden. Ersatzfähig ist der Wert der besonderen Vorliebe nur bei Beschädigung vermittels einer, durch das Strafgesetz verbotenen Handlung oder aus Mutwillen und Schadenfreude.
Die Ausmessung erfolgt durch das Gericht und ist somit keine Sachverständigenfrage.

### Marktwert
Die Definition des § 9 BewG „Der gemeine Wert wird durch den Preis bestimmt, der im gewöhnlichen Geschäftsverkehr nach der Beschaffenheit des Wirtschaftsgutes bei einer Veräußerung zu erzielen wäre“ gilt für bundesgesetzlich geregelte Abgaben und Beiträge etc. und ist daher für die Beurteilung schadenersatzrechtlicher Fragen nicht heranzuziehen.
Der Begriff lässt die Qualität des Verkäufers offen (Händler oder Privat). Praktisch wird der Begriff Marktwert („Marktzeitwert“ ist irreführend und zu vermeiden!) beim Verkauf „Privat an Privat“ angewendet und liegt erfahrungsgemäß zwischen dem Wiederbeschaffungswert (zum Beispiel Eurotax-gelb) und dem Händlereinkaufspreis (zum Beispiel Eurotax-blau).

### Mindesterlös
Mindesterlös ist jener Verkaufspreis, der auch bei dringlichem Verkauf sicher erzielt werden kann. Als obere Grenze kann i. d. R. der Ankauf des redlichen Kraftfahrzeughandels angenommen werden, der sich zum Beispiel in den durchschnittlichen Prognosewerten für die Händlerrücknahmekalkulation widerspiegelt (Eurotax-blau). Erfahrungsgemäß liegt er, vor allem für hochpreisige Fahrzeuge wesentlich niedriger. Anzuwenden bei Insolvenzen, Nachlassschätzungen oder sonstigem dringlichen Verkauf.

### Restwert (Wrackwert)
Ist das Fahrzeug nicht mehr wiederherzustellen, spricht man von einem Wrack. Es gibt sowohl gewerbliche Wrackverwerter als auch private, teilweise in der sogenannten Wrackbörse organisierte Anbieter. Die erzielbaren Wrackerlöse schwanken je nach Interessenlage der Käufer extrem. „Ausreißer“ in Form vereinzelter konkreter Angebote haben zwar bei der Schätzung unberücksichtigt zu bleiben, dennoch ist die Schätzung von Wrackwerten besonders schwierig. Fragen der Schadenminderungspflicht sind keine durch Sachverständige zu bewertenden Fragen.

### Objektiver Minderwert (Wertverlust)
Der objektive Minderwert (objektive Wertverlust) ist ein Spezifikum der österreichischen Rechtsprechung, vorwiegend im Bereich des Kfz-Schadenersatzes. Darunter versteht man jenen objektiv-abstrakten Vermögensverlust, den der Geschädigte als Unfallfolge durch den Wertverlust seines Fahrzeuges erleidet. Der objektive Minderwert ist durch die Reparaturkosten nach oben limitiert. Er wird im Regelfall von den österreichischen Gerichten dann zugesprochen, wenn keine Reparatur durchgeführt wird.
Grundsätzlich sind zwei Fälle zu unterscheiden:
- Reparaturwürdiger Schaden: Wenn die gewerblichen Reparaturkosten den Wiederbeschaffungswert zum Unfallzeitpunkt nicht übersteigen und keine Reparatur beabsichtigt ist, dann berechnet sich der objektive Minderwert aus der Differenz zwischen dem gemeinen Wert des unbeschädigten Fahrzeugs vor dem Unfall und dem gemeinen Wert des beschädigten Fahrzeugs unmittelbar danach. Bei der Schätzung des Wertverlustes hat der Sachverständige im Sinne eines Vermögensstatusvergleiches zu quantifizieren, wie stark sich der Marktwert (Mittelwert zwischen Ein- und Verkaufswert) des Fahrzeugs durch den Schaden vermindert hat (objektiver Minderwert durch Marktwertvergleich). Die Bemessung des objektiven Minderwerts durch Marktwertvergleich orientiert sich unter Berücksichtigung der realen Marktverhältnisse an einer kostengünstigen Reparatur bzw. an damit verbundenen reduzierten Reparaturkosten. Damit ist der Vermögensschaden des Geschädigten in einer Marktwertbetrachtung ausgeglichen.
- Totalschaden: Beim Totalschaden wird der Geschädigte im Gegensatz zum reparaturwürdigen Schaden zur Beschaffung eines Ersatzfahrzeuges veranlasst, weshalb sich der objektive Minderwert in diesem Fall aus der Differenz zwischen dem Wiederbeschaffungswert des unbeschädigten Fahrzeuges (Händlerverkaufswert) und dem Restwert (Händlereinkaufswert) des beschädigten Fahrzeugs ergibt. Beim Totalschaden hat der Geschädigte das Recht, ein gleichwertiges Fahrzeug im Fahrzeughandel zu beschaffen und das beschädigte Fahrzeug an einen Händler zu verkaufen (objektiver Minderwert auf Ersatzbeschaffungsbasis).

Obwohl diese notwendige Trennung in der Sachverständigen-Praxis bereits umfassend umgesetzt wurde, kann vereinzelt noch immer beobachtet werden, dass auch im Falle des reparaturwürdigen Schadens der objektive Minderwert durch eine Differenzbildung von Wiederbeschaffungswert und Restwert ermittelt wird. Dabei ist zu bedenken, dass in der Differenz zwischen Wiederbeschaffungswert und Restwert die Händlerspanne beinhaltet ist und daher vom SV bei seiner Schätzung berücksichtigt werden muss, da ja hier ein Händlerverkaufswert mit einem Händlereinkaufswert verglichen wird. Das würde dazu führen, dass auch bei instandsetzungswürdigen Schäden der objektive Minderwert um die Händlerspanne zwischen Einkauf und Verkauf vergrößert werden würde, was aber eine unzulässige Belastung des Schädigers darstellen würde. Eine undifferenzierte Vorgangsweise in dieser Frage würde jedenfalls zu unzutreffenden Entschädigungsleistungen führen.